# Lasse Ellegaard
Lasse Ellegaard (født 24. juni 1944 i København) er en dansk journalist og forfatter.
Han voksede op i Vanløse som søn af Knud Ellegaard, der var formand for Specialarbejderforbundet i Danmark (SiD) og Gudrun Szigeti, der var ledende socialrådgiver.
Lasse Ellegaard er uddannet fra Roskilde Tidende og har store dele af sit virke været tilknyttet Dagbladet Information. Først fra 1968-1978, hvorefter han kom til Weekendavisen. I 1990 vendte han tilbage til Information som chefredaktør, men blev i 1997 Mellemøsten-korrespondent for Jyllands-Posten frem til 2004. Året efter tiltrådte han som London-korrespondent for Politiken, mens han fra 2008 var Mellemøst-korrespondent for Information, bosiddende i Beirut. Siden 2014 har han fungeret som kommentator ved Information med base i Danmark.
I 2022 kom Lasse Ellegaard i modvind, da han i en klumme skrev, at Enhedslisten konsekvent valgte "kønne unge kvinder som udadvendt ansigt", mens han betegnede SF's formand, Pia Olsen Dyhr som en, der i højere grad udstrålede "husmoragtig snusfornuft". Det fik Enhedslistens Pernille Skipper til at svare "rend mig". Lasse Ellegaard beklagede efterfølgende. I sin klumme afslørede han også, at han har stemt på skiftevis SF og Enhedslisten gennem mere end 20 år.
Han bor i dag på det nordlige Falster.

### Artikler
- Lasse Ellegaard (1. september 2014), "Bashar al-Assad har skabt et nyt monster", Udenrigs (2): 50-54, doi:10.7146/UDENRIGS.V0I2.118409, Wikidata  Q106421238